# فهیم انوری
فهیم انوری (زاده ۵ مه ۱۹۹۹ در کابل) شناگر افغان است که دارای دو رکورد ملی افغانستان است. وی همچنین عضوی از تیم ملی شنای افغانستان است. در طی دنیاگیری کووید-۱۹ در افغانستان، انوری در دریاچه بند قرغه تمرین کرد. در آوریل ۲۰۲۱، کمیته ملی المپیک افغانستان اعلام کرد که انوری اولین شناگری خواهد شد که نماینده افغانستان در المپیک است.

## حرفه
در آوریل ۲۰۲۱، انوری پس از حضور در برنامه توسعه فینا در کازان، دو رکورد ملی افغانستان ثبت کرد.